# Hieronim Wierzbicki
Hieronim Wierzbicki ps. Boruta (zm. 3 czerwca 1864 roku w Łęczycy) –  naczelnik wojenny powiatu łęczyckiego od stycznia do 3 czerwca 1864 roku, dowódca oddziału w powstaniu styczniowym, porucznik armii pruskiej.
Dostał się do rosyjskiej niewoli, zginął rozstrzelany.